# Aktivt resande

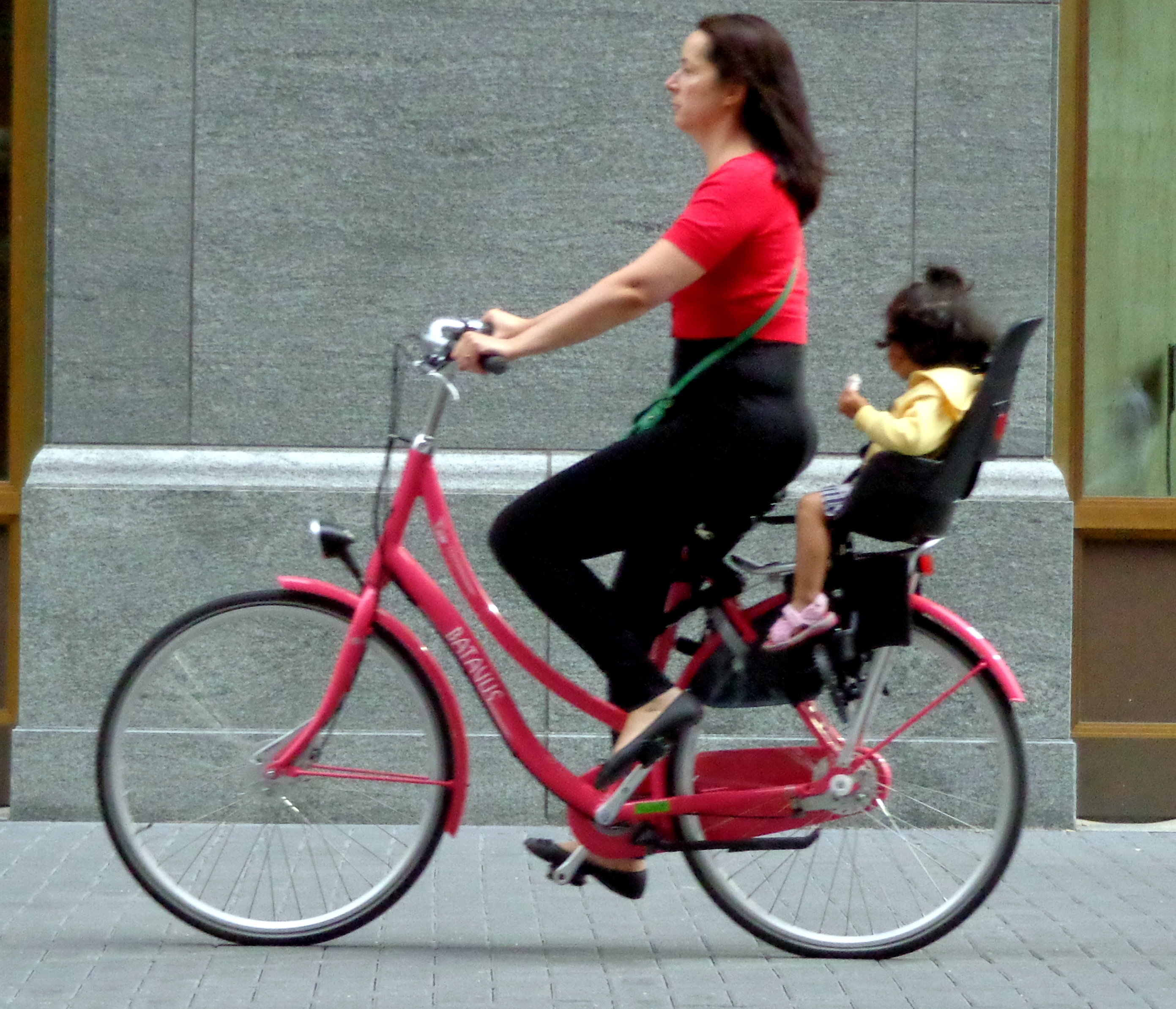
En cykel är ett aktivt transportmedel.

Aktivt resande är resande med transportmedel som omfattar fysisk aktivitet. Dit räknas framför allt gång och cykling. Trafikverket räknar kollektivtrafik som ett aktivt transportmedel.